# Pethub Stangey Choskhor Ling Khiid
Pethub Stangey Choskhor Ling Khiid aussi appelé Bakula Rinpoché Süm est un temple bouddhiste de Mongolie fondé en 1999 par le 19e Kushok Bakula Rinpoché. 
Il est situé à Oulan-Bator, capitale de la Mongolie.     